# Алмонд, Марк
Питер Марк Синклер Алмонд (англ. Peter Mark Sinclair "Marc" Almond, род. 9 июля 1957 года, Саутпорт, Великобритания) — британский музыкант, певец. Участник электронного поп-дуэта Soft Cell и проекта Marc and the Mambas, также выступает как сольный исполнитель. Известен своим узнаваемым эмоциональным голосом и андрогинным имиджем. Является автором двух автобиографических книг. За свою творческую карьеру, длящуюся более четырёх десятилетий, получил множество положительных отзывов критики, а его творчество пользуется и коммерческим успехом — продажи его альбомов превысили 30 млн экземпляров.
Офицер ордена Британской империи (OBE) за заслуги в области искусства.

## Детство и молодость
Марк Алмонд родился 9 июля 1957 года в Саутпорте (на тот момент графство Ланкашир, Великобритания). Мать музыканта — Сандра Мария Алмонд, а отец — Питер Джон Синклер Алмонд, младший лейтенант в Королевском полку Ливерпуля. Рос и воспитывался в доме своих бабушки и деда вместе с младшей сестрой Джулией. В детстве страдал от бронхита и астмы. В четырёхлетнем возрасте покинул дом бабушки и деда, переехав с родителями в Старбек в графстве Харрогит. Спустя два года они вернулись в Саутпорт, а затем переехали в Хорсфорт в графстве Йоркшир, где Марк посещал школу Horsforth Featherbank Infant School. В 11-летнем возрасте Марк, посещая уже другую школу, Aireborough Grammar School в пригороде Лидса, нашёл отдушину в музыке, слушая передачи Джона Пила. Первыми альбомами, приобретёнными Марком, были саундтрек к мюзиклу «Волосы» и Benefit группы Jethro Tull, а первыми синглами — Green Manalishi группы Fleetwood Mac и Witches Promise также от Jethro Tull. Позже он стал большим поклонником Марка Болана (у которого впоследствии позаимствовал написание имени Marc вместо своего Mark) и Дэвида Боуи и даже устроился на неполный рабочий день на конюшню, чтобы покупать его пластинки. После развода родителей в 1972 году он вместе с матерью переехал обратно в Саутпорт, где учился в King George V School. Он получил два уровня Ordinary Level по искусству и английскому языку и был принят на курс общего искусства и дизайна в колледже Саутпорта по специальности "Исполнительское искусство".
Затем Алмонд поступил в Политехнический институт Лидса (ныне Лидский университет Беккета), где при поступлении его собеседовал Джефф Наттолл, один из важных представителей британской контркультуры 1960-х годов, и принял Марка на основании его исполнительских способностей. Во время учёбы в художественном колледже он поставил серию театральных постановок, а также мини-фильмы, вдохновлённые Энди Уорхолом. Именно в Политехническом институте Лидса Алмонд познакомился с Дэвидом Боллом, и впоследствии ими в 1977 году была образована группа Soft Cell.
В детстве Алмонд слушал коллекцию пластинок своих родителей, в которой от матери были такие песни, как Let's Dance Криса Монтеса и The Twist Чабби Чекера, а от отца — джазовые исполнители, такие как Дейв Брубек и Эрта Китт. Будучи подростком, Алмонд слушал Radio Caroline и радио "Люксембург". Сначала он слушал рок, блюз, прогрессивный рок, в частности, такие группы, как Free, Jethro Tull, Van der Graaf Generator, The Who и The Doors, и таких исполнителей, как Брайан Ино, Элис Купер и Игги Поп. Он купил первый выпуск журнала Sounds, потому что в нём был бесплатный постер Джимми Пейджа. Алмонд стал поклонником Марка Болана после того, как услышал его в The John Peel Show, и купил сингл T. Rex Ride a White Swan, и с тех пор Алмонд «следил за всем, что делал Марк Болан» и изменил написание своего имени с Mark на Marc, как у Болана. Он открыл для себя Алекса Харви и Дасти Спрингфилд, а также через Дэвида Боуи узнал песни Жака Бреля, оказавшего впоследствии большое влияние на творчество Марка.

## Карьера

### 1980-е годы
Марк Алмонд и Дэвид (Дэйв) Болл сформировали синтезаторный дуэт Soft Cell и подписали контракт с лейблом Some Bizzare. Среди их хитов были Tainted Love (№1 в Великобритании), Bedsitter (№4 в Великобритании), Say Hello, Wave Goodbye (№3 в Великобритании), Torch (№2 в Великобритании), What! (Великобритания №3), Soul Inside (Великобритания №16) и клубный хит Memorabilia. Первым релизом Soft Cell стала независимая пластинка (финансированная матерью Дэйва Болла) под названием "Mutant Moments", выпущенная на Red Rhino Records в 1980 году.
"Mutant Moments" привлек внимание музыкального предпринимателя Стево Пирса, который в то время составлял "футуристический" чарт для музыкальных газет Record Mirror и Sounds, в котором фигурировали молодые, перспективные и экспериментальные группы новой волны электронного звука. Он пригласил Soft Cell на свой лейбл Some Bizzare, и в период с 1981 по 1984 год они выпустили девять синглов, вошедших в топ-40, и четыре альбома, вошедших в топ-20 Великобритании. С продюсером Майком Торном они записали три альбома в Нью-Йорке: Non-Stop Erotic Cabaret, Non Stop Ecstatic Dancing и The Art of Falling Apart. В это время Алмонд стал участвовать в нью-йоркской андеграундной арт-сцене вместе с писательницей и диджеем Анитой Сарко, что привело его к знакомству с художниками, включая Энди Уорхола и Дженезиса Пи-Орриджа и выступлениям на ряде художественных мероприятий.
"Tainted Love", кавер на классическую композицию исполнительницы северного соула Глории Джонс, заняла первое место в Великобритании и во многих странах мира и какое-то время находилась в Книге рекордов Гиннесса как пластинка, продержавшаяся в записи дольше всех в чарте Billboard Top 100 в США. Также песня получила награду за лучший сингл 1981 года на первой церемонии вручения наград Brit Awards. Soft Cell привлекла внимание массовой публики к малоизвестной классической песне северного соула, и их версия песни на сегодняшний день является 59-м самым продаваемым синглом за все время в Великобритании, продано более миллиона копий в Великобритании.
Марк также подружился с Джейджи Тёрлуэллом, и в 1983 году в роли Клинта Руина Тёрлуэлл выступил с Soft Cell в шоу The Switch на Четвёртом канале. Марк отправился в Нью-Йорк с Тёрлуэллом и Ником Кейвом, где они стали участниками The Immaculate Consumptive с Лидией Ланч. Алмонд и Тёрлуэлл продолжали работать вместе, кульминацией чего стал сингл Flesh Volcano в 1987 году.
В 1982 году Алмонд сформировал Marc and the Mambas как ответвление от Soft Cell. Marc and the Mambas были свободным экспериментальным коллективом, который задал образец артисту, которым впоследствии стал Алмонд. В состав «Мамб» в разное время входили Мэтт Джонсон, Стив Джеймс Шерлок, Ли Дженкинсон, Питер Эшворт, Джим Тёрлуэлл и Энни Хоган, с которыми Алмонд работал позже в своей сольной карьере. Под псевдонимом Mambas Алмонд записал два альбома: Untitled и двойной альбом Torment and Toreros. Он распустил коллектив, когда он стал слишком похож на обычную группу.
Soft Cell распались в 1984 году, незадолго до выхода своего четвёртого альбома This Last Night in Sodom (дуэт ненадолго воссоединялся в 2001 году и снова в 2018 году).
Первым полноценным сольным альбомом Алмонда стал Vermin in Ermine, выпущенный в 1984 году. Продюсированный Майком Хеджесом, в нём приняли участие музыканты из группы Mambas Энни Хоган, Мартин МакКэррик и Билли МакГи. Этот ансамбль, известный как The Willing Sinners, работал вместе с Алмондом над последующими альбомами Stories of Johnny (1985), заглавный трек из которых стал второстепенным хитом, и Mother Fist and Her Five Daughters (1987), также спродюсированным Майком Хеджесом. Последний альбом получил высокую оценку в рецензиях: Нед Рэггетт написал, что альбом «Mother Fist» «с удивительным эффектом охватывает классическое европейское кабаре, больше, чем любой американский или английский рок-альбом со времен Aladdin Sane Дэвида Боуи или Berlin Лу Рида».
Маккэррик покинул The Willing Sinners в 1987 году, чтобы присоединиться к Siouxsie and the Banshees, после чего Хоган и МакГи стали известны как La Magia. Алмонд подписал контракт с EMI и выпустил альбом The Stars We Are в 1988 году. На этом альбоме была представлена версия Алмонда "Something's Gotten Hold of My Heart", которая позже была перезаписана дуэтом с оригинальным вокалистом песни Джином Питни и выпущена как сингл. Трек занял первое место в Великобритании. Он также достиг первого места в Германии и имел большой успех в странах по всему миру. The Stars We Are стал его самым продаваемым сольным альбомом в США, а сингл Tears Run Rings стал его единственным сольным синглом, достигшим пика в американском Billboard Hot 100.
Другие записи Алмонда в 1980-х годах включали альбом песен Жака Бреля под названием Jacques и альбом Absinthe, состоящий из мрачных песен французского шансона, первоначально исполненных Жюльетт Греко, Сержем Ламой и Лео Ферре, а также положенные на музыку стихи Рембо и Бодлера. Этот альбом первоначально был записан в конце 1980-х, а затем закончен в Париже в начале 1990-х и выпущен в 1993 году.

### 1990-е годы
Первым релизом Алмонда в 1990-х годах стал альбом Enchanted, который породил хит «A Lover Spurned», входящий в топ-30 Великобритании. Ремикс на следующий сингл с альбома, "Waifs and Strays", сделал Дэйв Болл, который сейчас играл в электронной танцевальной группе The Grid. В 1991 году Soft Cell вернулись в чарты с новым ремиксом на «Say Hello Wave Goodbye», за которым последовало переиздание «Tainted Love» (с новым видео). Синглы были выпущены в целях продвижения нового сборника Soft Cell и Марка Алмонда Memorabilia - The Singles, в который вошли одни из самых больших хитов в карьере Алмонда за предыдущие десять лет. Альбом вошёл в британскую десятку лучших.
Затем Алмонд подписал контракт с WEA и выпустил новый сольный альбом Tenement Symphony. Частично спродюсированный Тревором Хорном, альбом вошёл в три топ-40 хитов, включая исполнения классической песни Жака Бреля "Jacky" (вошедшей в топ-20 Великобритании) и "The Days of Pearly Spencer", которая вернула Алмонда в пятерку лучших в Великобритании в 1992 году. Позже в том же году Алмонд отыграл роскошное шоу в Альберт-холле в Лондоне, в котором участвовал оркестр и танцоры, исполнявшие материал за всю свою карьеру. Шоу было записано и выпущено в виде компакт-диска и видео «12 Years of Tears».
В 1993 году Алмонд впервые поехал на гастроли по России и другим бывшим республикам недавно распавшегося СССР (Барнаул, Новосибирск, Минск, Вильнюс, Рига, Таллинн, Санкт-Петербург и Москва) по приглашению британского консула в Москве. Марк играл в небольших залах и театрах только под аккомпанемент Мартина Уоткинса на фортепиано, часто без усилителей, и закончил тур в Московском театре оперетты. К организации московского концерта имел отношение Артемий Троицкий. В прямом эфире по телевидению Алмонд призвал к терпимости к геям. Гастроли были сопряжены с неприятностями, о которых Алмонд подробно рассказал в своей автобиографии, но они положили начало его творческому интересу к русским романсам.
При записи следующего альбома Fantastic Star Марк прекратил сотрудничество с WEA и подписал контракт с Mercury Records. Большая часть Fantastic Star изначально была записана в Нью-Йорке с Майком Торном, но позже, после подписания контракта с Mercury Records, была переработана в Лондоне. Алмонд также записал сессию для альбома с Джоном Кейлом, Дэвидом Йохансоном и Крисом Спеддингом; некоторые сделали окончательный вариант. Другие песни были спродюсированы Майком Хеджесом и Мартином Уэром. К сложному процессу записи добавился тот факт, что во время записи Алмонд несколько недель посещал медицинский центр в Кентербери, где лечился от пристрастия к некоторым рецептурным лекарствам. Альбом Fantastic Star принёс Алмонду хит-сингл «Adored and Explored», а также такие хиты, как «The Idol» и «Child Star». Fantastic Star был последним альбомом Алмонда с WEA, а также ознаменовал конец его сотрудничества со Стево Пирсом в качестве менеджера.
Алмонд подписал контракт с Echo Records в 1998 году с более мрачным и атмосферным электронным альбомом Open All Night. В нем присутствовали влияния R&B и трип-хопа, а также новые песни о любви (torch songs), исполнение которых прославило Марка. В альбоме был дуэт («Threat of Love») с Сьюзи Сью, а также дуэт («Almost Diamonds») с Келли Али (тогда из Sneaker Pimps). «Black Kiss», «Tragedy» и «My Love» — были синглами с альбома Open All Night. В ходе тура в поддержку альбома Марк посетил с концертами Россию — были посещены Москва, Калининград и Санкт-Петербург.

### 2000-е годы
В 2000 году Марк на несколько лет переехал в Москву, где снимал квартиру. При поддержке исполнительного продюсера Миши Кучеренко он начал трёхлетний проект записи русского романса и народной песни, названный Heart on Snow (название альбому дала песня «Сердце на снегу», написанная Арно Бабаджаняном (музыка) и Александром Дмоховским (текст) и исполненная Муслимом Магомаевым). Альбом содержит каверы Марка на известные русские песни, а также совместные исполнения песен с русскими музыкантами. Продюсировал альбом музыкант и саунд-продюсер Андрей Самсонов. Впоследствии Алмонд неоднократно выступал с Людмилой Зыкиной, Аллой Баяновой и с народными ансамблями России.
В 2001 году Soft Cell ненадолго воссоединились и выпустили свой первый за 18 лет новый альбом Cruelty Without Beauty. Из этого альбома вышли два сингла: «Monocultural» и кавер на песню Фрэнки Валли «The Night», что привело к появлению группы в Top of the Pops, впервые с середины 1980-х годов.
В том же году Алмонд выпустил сольный альбом Stranger Things.
В октябре 2004 года Алмонд серьезно пострадал в результате аварии на мотоцикле возле собора Святого Павла в Лондоне. Выздоровление длилось несколько лет и привело к длительной паузе в творческой и гастрольной деятельности.
В июне 2007 года Алмонд выпустил альбом кавер-версий Stardom Road. В альбом, выбранный для того, чтобы рассказать историю его жизни и карьеры, вошли такие разнообразные песни, как «I Have Lived» Шарля Азнавура, «Strangers in the Night» Фрэнка Синатры и «Kitsch» Пола Райана. В альбом вошла его первая новая песня после аварии на мотоцикле «Redeem me (Beauty Will Redeem the World)». Stardom Road должен был стать одним из трёх альбомов лейбла Sanctuary, крупнейшего независимого звукозаписывающего лейбла Великобритании вплоть до 2007 года, когда он столкнулся с финансовыми трудностями и был продан в июне 2007 года Universal Music Group. В июле 2007 года Алмонд отпраздновал свое 50-летие на сцене Shepherd's Bush Empire в Лондоне, а в сентябре выступил на шоу, посвященном Марку Болану, кумиру юности Алмонда. На концерте он выступил дуэтом с женой Болана, Глорией Джонс, в импровизированной версии «Tainted Love». В октябре 2007 года дом моды Yves Saint Laurent выбрал «Strangers in the Night» Алмонда для представления своего показа на лондонском Fashion Rocks. Алмонд выступил на посвящённом этому мероприятии в Королевском Альберт-холле.
В мае 2007 года Марк Алмонд выступил на лондонской сцене в рамках исторического трёхдневного концерта в «Wilton’s Music Hall». Далее он отправился в мини-турне, отпраздновав своё 50-летие на лондонской сцене перед 2 тысячами поклонников. А 29 июля 2007 года певец впервые дал живое выступление в родном городе как гость концерта «Rhythm and Blues Orchestra» Джулса Холланда — он исполнил композиции «Say Hello Wave Goodbye» и «Tainted Love».
В 2008 и 2009 годах Алмонд гастролировал с группой Джулса Холланда по Великобритании, а также участвовал в качестве приглашённого исполнителя на концертах Current 93, Baby Dee и трибьют-шоу покойной фолк-певице Сэнди Денни в Festival Hall.
В октябре 2009 года Алмонд выпустил свой второй альбом русских романсов и цыганских песен в альбоме под названием Orpheus in Exile. Альбом был данью уважения российскому певцу Вадиму Козину, который подвергался преследованию за свою сексуальную ориентацию, а впоследствии был сослан на Колыму. В альбоме звучит аранжировка русского музыканта Анатолия Соболева.

### 2010-е годы
В июне 2010 года Алмонд выпустил Varieté, первый после аварии студийный альбом со своим материалом. Также летом 2010 года Алмонду было присуждено звание Mojo Hero — наградой, присуждаемой музыкальным журналом Mojo. Награду Алмонду вручила певица Энони, прилетевшая по этому случаю из Нью-Йорка.
В 2011 году Алмонд выпустил альбом Feasting with Panthers, созданный в сотрудничестве с музыкантом и аранжировщиком Майклом Кэшмором. В нём представлены стихи, положенные на музыку, в том числе стихи графа Эрика Стенбока, Жана Жене, Жана Кокто, Поля Верлена и Артюра Рембо. Позже в том же году Алмонд принял участие в музыкально-театральном спектакле «Десять чум», который основан на «Дневнике года чумы» Даниэля Дефо, написанном в 1722 году, и отсылает к эпидемии ВИЧ и другим глобальным эпидемиям. Спектакль был отмечен наградой Fringe First Award.
В 2012 году Алмонд сыграл роль римского философа-стоика Сенеки в постановке парижского театра Шатле «Поппея», экспериментальной рок-адаптации оперы XVII века «Коронация Поппеи» Клаудио Монтеверди. В постановке также приняли участие бывший участник Libertines Карл Барат, французский певец и автор песен Бенжамен Бьоле, шведская певица Фредрика Шталь, а режиссёром выступил бывший барабанщик The Clash Питер Ховард. Позже в том же году, 9 августа 2012 года, Алмонд выступил на фестивале Anohni's Meltdown Festival в лондонском Southbank Centre, реформировав Marc and the Mambas, чтобы впервые исполнить свой второй альбом Torment and Toreros вживую. Энони заявила, что Torment and Toreros был её любимым альбомом в подростковом возрасте и что он стал отправной точкой для Antony and the Johnsons. Энони присоединилась к группе на сцене для исполнения песни «My Little Book of Sorrows» вместе с Алмондом.
В 2013 году Алмонд возродил шоу «Ten Plagues» и в течение месяца исполнял программу в Wilton's Music Hall в Лондоне. Он также выступал с Иэном Андерсоном из группы Jethro Tull на сцене, исполняя концептуальный альбом Jethro Tull «Thick as a Brick» в Альберт-Холле. В том же году Алмонд также получил премию Айвора Новелло (Inspiration Award), которую ему вручил давний друг и со-менеджер Вики Уикхэм, а также награду Icon Award от журнала Attitude.
В течение 2014 года Алмонд выпустил три альбома. Первым был The Tyburn Tree с композитором Джоном Харлом, концептуальный альбом о темном историческом Лондоне. За этим последовал альбом The Dancing Marquis, созданный с участием ряда соавторов, включая Джарвиса Кокера, Карла Барата и Джулса Холланда, некоторые треки были спродюсированы Тони Висконти. Наконец, Алмонд выпустил студийную запись своего шоу 2011 года Ten Plagues - A Song Cycle.
В 2014 году Алмонд получил стипендию Музыкального колледжа Лидса и дал несколько концертов с Современным оркестром и поп-хором колледжа.
В 2015 году был выпущен The Velvet Trail, альбом с оригинальным материалом, написанный и спродюсированный Крисом Брэйдом. Алмонд также работал над вокальным циклом, сопровождающим съемки мультимедийного выступления по роману «Наоборот» Жориса Карла Гюисманса (на английском Against Nature, так же был назван и проект). Музыку к этому проекту написал Отон Матарагас на слова Джереми Рида, соавтора Feasting with Panthers. Рид заявляет, что он написал 15 песен для проекта, комментируя, что «Наоборот» «все еще, вероятно, одна из самых декадентских книг, когда-либо написанных» и что Алмонд всегда хотел её исполнить, заявляя, что «теперь мы оба измученные эстеты, и мы могли бы сделать это».
В 2016 году Алмонд заключил свой первый за 20 лет контракт с крупным лейблом, подписав контракт на выпуск двух альбомов с BMG Rights Management. В 2017 году сборник Hits and Pieces / The Best of Soft Cell & Marc Almond дебютировал на седьмой строчке британского альбомного чарта. В сентябре 2017 года был выпущен альбом Shadows And Reflections, занявший 14-е место в британском чарте.
В 2017 году Алмонд получил почетную степень доктора философии ланкаширского университета Edge Hill и выступил с выпускной речью в том же году.
В сентябре 2018 года Soft Cell выступили на O2 Arena в Лондоне, отметив 40-летие карьеры группы.

### 2020-е годы
В 2020 году Алмонд выпустил альбом Chaos And A Dancing Star, название которого отсылает к цитате из книги Фридриха Ницше «Так говорил Заратустра»: «Нужно носить в себе хаос, чтобы быть в состоянии родить танцующую звезду». Дальше немецкий философ пишет, что люди разучились презирать себя, поэтому пропало условие для появления танцующих звёзд. В записи партий флейты для альбома принял участие Иэн Андерсон из группы Jethro Tull. Во время карантина COVID-19 Алмонд и Дэвид Болл написали новый альбом Soft Cell Happiness Not Included, который был выпущен 6 мая 2022 года. Альбом содержит 12 новых треков, включая совместную работу с Pet Shop Boys над треком Purple Zone, который достиг первого места в официальных чартах синглов, выпущенных на физических носителях, а также в официальном чарте виниловых синглов.
Весной 2022 года Марк Алмонд выступил в поддержку Украины и выпустил англоязычный кавер на украинскую народную песню «Нiч яка мiсячна» — «What A Moonlit Night». В 2023 году эта песня вошла в благотворительный музыкальный сборник Heal The Sky.
12 июля 2024 года Алмонд выпустил сольный альбом I'm Not Anyone.

## Книги
Алмонд написал две автобиографии — «Tainted Life» и «In Search of the Pleasure Palace» (обе книги переведены на русский язык под названиями «Порочная жизнь» и «В поисках чертога наслаждений» соответственно).
Об автобиографии «Tainted Life» газета «Коммерсантъ» писала, что «это откровенная история восхождения к славе, падений, слухов и сплетен — как искусственных, так и вполне заслуженных. Это также рассказ о погружении в наркотики и долгих отношениях с культовыми фигурами шоу- и арт-бизнеса — от Молли Паркин и Энди Уорхола до Ника Кейва, PJ Proby, Мадонны, Уильяма Берроуза, Сержа Гэнзбура, Пьера и Жиля».
Также Марк Алмонд выпустил три сборника стихов — «Angel of Death in the Adonis Lounge?», «A Beautiful Twisted Night» и «End of New York».

## Дискография

### Soft Cell
- Non-Stop Erotic Cabaret (1981)
- The Art of Falling Apart (1983)
- This Last Night in Sodom (1984)
- Cruelty Without Beauty (2002)
- Happiness Not Included (2022)

### Marc and the Mambas
- Untitled (1982)
- Torment and Toreros (1983)

### Сольные альбомы
- Vermin in Ermine (1984)
- Stories of Johnny (1985)
- Mother Fist and Her Five Daughters (1987)
- The Stars We Are (1988)
- Jacques (1989)
- Enchanted (1990)
- Tenement Symphony (1991)
- Absinthe (1993)
- Fantastic Star (1996)
- Open All Night (1999)
- Stranger Things (2001)
- Heart on Snow (2003)
- Stardom Road (2007)
- Orpheus in Exile (2009)
- Varieté (2010)
- Feasting with Panthers (2011)
- The Tyburn Tree (2014)
- The Dancing Marquis (2014)
- Ten Plagues - A Song Cycle (2014)
- The Velvet Trail (2015)
- Against Nature (2015)
- Silver City Ride (2016)
- Shadows and Reflections (2017)
- How To Destroy Angels (2018)
- A Lovely Life to Live (2018)
- Chaos and a Dancing Star (2020)
- I'm Not Anyone (2024)

## Личная жизнь
Алмонд живёт в Лондоне, но также бывает в Москве и Барселоне. С 2022 года Марк перестал жить в России. В интервью 2024 года он обосновал это следующим образом: «Я не думаю, что смогу когда-нибудь вернуться в Москву. Я думаю, мне это было бы слишком страшно как англичанину и как открытому гею». В том же интервью он упомянул, что приобрёл небольшую ферму в Португалии.
В 1993 году, во время турне по России, Алмонд в прямом эфире российского телевидения призвал к толерантному отношению к геям. Впоследствии Алмонд оказывал информационную поддержку фестивалю ЛГБТ-фильмов в Санкт-Петербурге.
В 2004 году музыкант попал в серьёзную мотоциклетную аварию в Лондоне и провёл около месяца в коме. После восстановления Марк Алмонд стал попечителем благотворительного фонда, помогающего людям с травмами головного мозга.
Алмонд заявлял, что ему не нравится, когда его называют «артистом-геем», заявив, что такой ярлык «позволяет людям маргинализировать вашу работу и снизить ее важность, подразумевая, что она не будет представлять никакого интереса для тех, кто не гей».
В своей автобиографии Алмонд описывает, как его пригласили на посвящение в Церковь Сатаны Антона Лавея, и что «не будучи человеком, который отказывается от театрального момента и шанса попасть в плохую книгу», он согласился. Нойз-музыкант Бойд Райс провел простую церемонию в «маленьком гроте в лесу» недалеко от того места, где раньше собирался «Клуб адского пламени». Алмонд заявляет, что церемония не включала «ни танцев нагишом, ни костров, ни кровавых жертвоприношений», но даже при этом «каждый волос на моей шее встал дыбом, а на верхней губе выступил пот». В интервью журналу Loud and Quiet в 2016 году сказал, что инициация была «театральной шуткой, вышедшей из-под контроля» и что на самом деле он не сатанист. К 2020 году Алмонд обратился в друидизм.
В ответ на присвоение Ордена Британской империи Алмонд сказал, что он всё ещё «немного» настроен против истеблишмента, но добавил: «Я больше не могу быть бунтовщиком. Я думаю, что пришло время оставить это более молодым».
Алмонд страдает дислексией и утверждает, что страдает расстройством аутического спектра, хотя официального диагноза ему поставлено не было.

## Публикации текстов
Издания на русском языке
- Алмонд М. Порочная жизнь = Tainted Life : автобиография / Марк Алмонд; Пер. с англ. Кати Стрельницки. — М. : Современная музыка, 2002. — 446 с., [12] л. ил. : ил. — 3000 экз. — ISBN 5-93138-045-0.
- Алмонд М. В поисках чертога наслаждений / Марк Алмонд ; [пер. с англ. Алиса Вирт и Царица Логики]. — СПб. : Амфора, 2008. — 316, [2] с., [8] л. ил. — (Дискография). — ISBN 978-5-367-00709-1.